# شعار أوروغواي
شعار أوروغواي اعتمد عام 1829 وهو يتألف من شكل بيضاوي مقسم إلى أربع أجزاء متساوية مطوق بغصن الزيتون على اليمين والغار على اليسار وتتوجه شمس ذهبية مشرقة.